# Carta de jurament

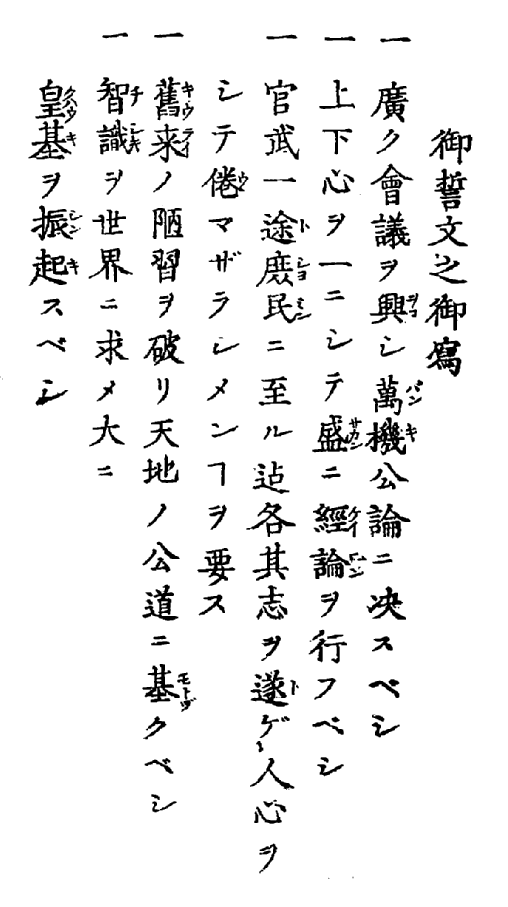
La Carta de jurament tal com es va publicar oficialment.

La Carta de jurament (五箇条の御誓文, Gokajō no Goseimon, literalment, el Jurament en cinc articles) va ser promulgada en l'entronització del l'Emperador Meiji del Japó el 7 d'abril de 1868. El jurament delineava les principals fites i el curs d'acció del regnat de l'Emperador Meiji, i preparava el marc legal per a la modernització del Japó. Tractava de deixar enrere el període del bakumatsu i el Shogunat Tokugawa, però volia incloure, al seu torn, aquells territoris que donaven suport al règim anterior. Va continuar influint durant l'era Meiji i a principis del segle xx, i se la pot considerar com la primera constitució del Japó modern.

## Context previ
La carta es va publicar dins d'un període tumultuós de la història del Japó, conegut com la «Restauració Meiji». Des de 1192, Japó estava governat per un govern militar conegut com a shogunat, i el cap d'estat era la figura del shogun. Al juny de 1853, el comodor Matthew Perry va arribar a la badia d'Edo amb diversos vaixells de guerra, i va exigir drets per comerciar amb el Japó. El shōgun Tokugawa, va haver de signar un tractat de comerç davant la gran bretxa tecnològica que separava els dos exèrcits, que deixava el japonès en clar desavantatge. Diversos dàimio, senyors feudals de gran renom, que s'oposaven al shogun van veure això com una mostra de debilitat del règim i van decidir lluitar pel govern i tractar d'instaurar un nou emperador, la qual cosa donà lloc al període conegut com a bakumatsu. Després que la victòria s'inclinés cap als Ishin Shishi, patriotes de la restauració, i les tropes imperials, es va poder proclamar a l'Emperador Meiji, un fet que fou el punt de partida del període conegut com a Era Meiji, caracteritzat per un nou acostament del Japó al context internacional i una gran modernització del país, retratats en la carta promulgada durant l'entronització del flamant emperador.

## Text
Tal com diu el seu nom, el text de la carta consisteix en cinc clàusules:
| « | Mitjançant aquest jurament, denotem com la nostra meta l'establiment d'una prosperitat nacional d'àmplia base i l'elaboració d'una constitució i lleis. 1. S'establiran àmpliament assemblees deliberatives i totes les qüestions s'hauran de decidir en discussions obertes. 2. Totes les classes, altes i poderoses, s'uniran per dur a terme vigorosament l'administració dels assumptes de l'estat. 3. Les persones comunes, igual que els funcionaris civils i els militars, estaran autoritzades a seguir llur pròpia vocació perquè no hi hagi descontentament. 4. Es trencaran els mals costums del passat i tot es basarà en les justes lleis de la naturalesa. 5. Es buscarà el coneixement a través del món per enfortir els fonaments del govern imperial. | » |

## Origen i influència posterior
El primer esborrany de la carta el va escriure el regidor Yuri Kimimasa el gener de 1868, i contenia un llenguatge progressista que parlava sobre les frustracions que els radicals però modests líders Meiji havien experimentat al «servei d'incompetents hereditaris.» El llenguatge utilitzat per Yuri va acabar sent moderat pel seu col·lega Fukuoka Takachika en febrer perquè fos «menys alarmant,» i Kido Takayoshi va preparar la forma final de la carta, emprant un «llenguatge prou ampli per abraçar les dues lectures.»> La carta va ser llegida en veu alta per Sanjo Sanetomi a la sala cerimonial principal del Palau Imperial de Kyoto davant la presència de l'Emperador i més de 400 oficials. Després de la lectura, els nobles i els dàimio presents van signar amb els seus noms un document lloant la carta, i jurant fer el possible per complir i implementar-la. Aquells que no van poder acudir a la lectura formal, van visitar amb posterioritat el palau per signar-lo, aconseguint un nombre total de 767 signatures.
El propòsit de la carta era tant dictar una declaració de polítiques a seguir pel govern posterior al shogunat Tokugawa durant l'era Meiji, com oferir esperances d'inclusió dins del pròxim règim als dominis pro-Tokugawa. Això era especialment important durant les primeres etapes de la Restauració per evitar que aquests dominis s'aliessin als romanents dels Tokugawa durant la guerra Boshin. Posteriorment, la victòria militar «va fer segur el fet de començar a treure els nobles de la cort i els daimyō del camí.»
La promesa de reforma del document no es va complir al principi: en particular, no es va establir un parlament amb poder real fins al 1890, i l'oligarquia Meiji de Satsuma, Chosu, Tosa i Hizen va mantenir el control polític i militar fins entrat el segle xx. En general, la carta estava expressada en termes amplis per minimitzar la resistència dels daimyō i per donar «una promesa de gradualisme i equitat»:
| « | «Concilis deliberatius» i «dissertacions públiques» eren, després de tot, termes que s'havien aplicat a la cooperació entre senyors de grans dominis. Que «totes les classes» s'havien unir indicava que aquestes continuarien existint. Fins i tot els «plebeus» havien de ser tractats decentment pels funcionaris «civils i militars», els rangs privilegiats del passat. Ningú semblava estar a favor de retenir els «mals costums», una «naturalesa» confuciana indicaria el camí a seguir. Només sota la promesa de «buscar coneixement a través del món» hi havia un indicador específic de canvi, però aquí, també, els activistes tardans de Tokugawa havien deplorat la irracionalitat del govern bicèfal del Japó com l'únic al món. A més, la recerca seria selectiva i amb un propòsit específic, dissenyada per «enfortir les bases del govern imperial.» | » |

Es va reiterar el jurament en el primer article de la constitució promulgada el juny de 1868, i els seus articles subsegüents amplien les polítiques demarcades a la carta. Gairebé vuitanta anys més tard, al començament de la Segona Guerra Mundial, l'Emperador Hirohito va retre homenatge al jurament i el va reafirmar com la base de la «política nacional» en el seu famós Ningen-Sengen.